# クルト・フランツ

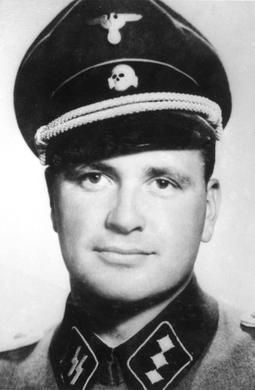
クルト・フランツ

クルト・フーベルト・フランツ（Kurt Hubert Franz, 1914年1月17日 - 1998年7月4日）は、ドイツの政党国家社会主義ドイツ労働者党(NSDAP、ナチ党)の親衛隊（SS）の将校。最終階級は親衛隊少尉（SS-Untersturmführer）。
ラインハルト作戦によって建設された三大絶滅収容所のひとつトレブリンカ強制収容所の所長をしていた人物。

## 経歴
デュッセルドルフ出身。商人であった父親を幼い時に亡くした。敬虔なカトリック信者であった母親の再婚相手が国家主義思想の持ち主で、クルト少年の思想に大きな影響を与えた。デュッセルドルフの小学校を出た後、1929年からレストランで料理人として働くようになった。
1932年にナチス党員となり、1935年にドイツ国防軍陸軍に徴兵され、砲兵連隊で料理人として勤務した。しかし、兵役途中の1937年には親衛隊（SS）に入隊した。髑髏部隊に配属され、ブーヘンヴァルト強制収容所の料理人と看守になった。1939年からはT4作戦（障害者やユダヤ人の安楽死計画）に動員されている。1940年に結婚をした。1942年4月に親衛隊曹長に昇進するとともにベウジェツ強制収容所へ配属された。1942年8月にトレブリンカ強制収容所に配属され、フランツ・シュタングル所長の下で副所長となった。彼は囚人の受け入れや囚人を脱衣所からガス室まで移動させる業務の責任者であった。童顔であったことから、囚人たちからは"Lalke"（イディッシュ語で人形を意味する）と呼ばれていた。 1943年6月に親衛隊少尉に昇進。さらに1943年8月からトレブリンカが閉鎖される11月までにかけて所長をつとめた。
彼は馬に乗って見回りをし、訓練したセント・バーナードやバリーなどの犬を囚人にけしかけた。髭を生やした囚人を見つけると「神を信じているのか？」と質問し、「はい」と答えるとワインボトルを手に持たせて「もし神がいるならワインボトルが割れ、神がいないならお前が死ぬ」と言ってその囚人を射殺した。また、自ら作詞し囚人の音楽家に作曲させた「トレブリンカの歌」を囚人たちに歌わせた。こうした激しいサディズム性を発揮して収容所で最も恐れられた。
1943年8月2日、フランツがドイツ人SS隊員やウクライナ人看守を多数連れてブク川に水泳に行っている隙きに囚人たちの反乱が起き、約1000人の囚人のうち約600人が脱走するという事件が発生した。脱走者の多くは射殺されるか逮捕された。この事件を契機にトレブリンカ強制収容所は閉鎖されることになった。フランツの指揮のもと、悪臭の元である死体を念入りに再焼却したり、建造物は全て撤去されて農地にされるなど強制収容所の痕跡は全て消された。この作業に当てられたユダヤ人は全員が処刑された。
1943年秋、フランツは北部イタリアに転属しパルチザン掃討とユダヤ人狩りを担当した。その後、鉄道の警備担当者になり終戦を迎える。
戦後、アメリカ軍の捕虜となったが、捕虜収容所から脱走しデュッセルドルフに帰り、再びコックとして働くようになった。しかし1959年12月9日に西ドイツ司法官憲に拘束されて収容所で行った行為について裁判にかけられた。家宅捜索により、「美しい日々」と題されたトレブリンカ時代の写真アルバムが証拠品として押収されている。1965年に終身刑判決を受けて投獄された。1993年になって健康状態を理由にして釈放され、1998年ヴッパータールの老人ホームで死去した。84歳没。